# Kenichi: O Discípulo Mais Forte da História
Kenichi: O Discípulo mais Forte da História (Inglês: Kenichi: The Mightiest Disciple, Japonês: 史上 最強 の 弟子 ケ ン イ チ, Hepburn: Shijou Saikyou no Deshi: Kenichi) é um mangá japonês criado por Syun Matsuena publicado na revista semanal Shõnen Sunday desde agosto de 2002 até setembro de 2014.

## História
A história gira em torno de Shirahama Kenichi, um jovem estudante de 16 anos, apelidado de "Pernas Fracas" (um anagrama com os kanjis que formam seu nome) e frequente vítima de bullying. Indo para a escola ele é derrubado bruscamente pelos reflexos de uma garota incrivelmente habilidosa; chegando em sua sala de aula ele descobre que essa garota é, na verdade, uma aluna transferida chamada Furinji Miu e logo eles acabam se tornando amigos, porém Kenichi enfrenta muitos problemas no clube de Karate, sendo saco de pancada para os membros mais fortes e, um destes membros lhe quer fora do clube, nem que para isso precise matá-lo. Buscando força para enfrentar o inimigo, sua nova amiga Miu o aconselha a ir treinar em um dojo especial, chamado Ryozanpaku, local onde a própria Miu mora.
Ryozanpaku revela-se um dojo onde vários mestres que atingiram o nível máximo das artes marcais residem. Kenichi fica cada vez mais forte a medida que novos desafios surgem. Seus mestres enfrentam, também, uma poderosa organização. A guerra se tornará iminente.

## Mangá
Escrito e ilustrado por Syun Matsuena, o mangá foi publicado na revista semanal Shõnen Sunday de agosto de 2002 a setembro de 2014, mais de quinhentos capítulos foram publicados, divididos em 61 volumes. O mangá terminou com o lançamento do capítulo 583, em 13 de Setembro de 2014.

### Anime
Como uma adaptação do mangá, o anime começou a ser exibido em 07 de outubro de 2006. Ele foi ao ar com um total de cinquenta episódios, cobrindo até o capítulo 143 do mangá.
A série fez sua estréia na televisão norte-americana quando foi ao ar no Funimation Channel, em 26 de outubro de 2009. Todos os 50 episódios foram transmitidos.

### OVA
O primeiro OVA produzido foi lançado em 14 de março de 2012, com a história continuando a partir do final do anime. O segundo OVA foi lançado em 18 de junho de 2012 e um terceiro foi lançado em 16 de novembro de 2012. O quarto e quinto foram transmitidos em 16 de setembro de 2013.  O Sexto e sétimo foram liberados em 18 de novembro de 2013. O oitavo e nono OVA foram anunciados e lançados em 14 de fevereiro de 2014. O décimo e o décimo primeiro foram transmitidos em 16 de maio de 2014.
Com o final do mangá não há previsões para mais lançamentos.